# Рабедер, Карл
Карл Рабедер (нем. Karl Rabeder) — австрийский предприниматель, прославившийся тем, что отдал всё своё состояние на благотворительность.
В 2009 он году он создал некоммерческую компанию MyMicroCredit. Деятельность этой организации направлена на борьбу с голодом в Центральной и Южной Африке. В феврале 2010 года Рабедер пообещал передать 3 млн фунтов, в том числе свою виллу в Альпах за 1,4 млн фунтов, загородный дом с 17 гектарами земли в Провансе за 613 тыс. фунтов, коллекцию планеров за 350 тыс. фунтов и свой автомобиль Audi A8 за 44 тыс. фунтов. Он также продал свой бизнес. Карл Рабедер утверждает, что только теперь он почувствовал себя свободным. Сегодня он снимает скромную квартиру на Мальорке, зарабатывая тем, что читает лекции о том, как можно стать счастливым без денег.